# منتظر نوبتت باش
«منتظر نوبتت باش» (به انگلیسی: Wait Your Turn) تک‌آهنگی از هنرمند اهل باربادوس ریانا است که در ۱۳ نوامبر ۲۰۰۹ منتشر شد. این تک‌آهنگ در آلبوم درجه آر (آلبوم ریانا) قرار داشت.